# Boucotte Mancagne
Pour les articles homonymes, voir Boucotte.
Boucotte Mancagne est un village du Sénégal situé en Basse-Casamance. Il fait partie de la communauté rurale de Niaguis, dans l'arrondissement de Niaguis, le département de Ziguinchor et la région de Ziguinchor.
Créé vers 1927, des villages mancagne ceinturent la ville de Ziguinchor. Il s’agit de Médina Mancagne, Barafa, Boucotte Mancagne, Maroc, Beyroute et Saint Louis Mancagne. Boucotte Mancagne est limité au Sud par le village de  Bourofaye Diola.